# 敖德萨区

敖德萨区在敖德萨州的位置

敖德萨区（羅馬化：Odeskyi raion）是烏克蘭敖德萨州的一個區，作为乌克兰行政区划改革的一部分在2020年7月建立，行政中心設於敖德萨，面积为3,655.66平方公里，2021年人口数量为1,382 541人。

## 行政區劃
敖德薩區下劃分為22個市鎮：
- 敖德薩市鎮 (市級，行政中心：敖德薩)
- 比利亞伊夫卡市鎮（烏克蘭語：Біляївська міська громада） (市級，行政中心：比利亞伊夫卡)
- 泰普洛達爾市鎮（烏克蘭語：Теплодарська міська громада） (市級，行政中心：捷普洛達爾)
- 喬爾諾莫爾斯克市鎮（烏克蘭語：Чорноморська міська громада） (市級，行政中心：喬爾諾莫爾斯克)
- 尤日內市鎮（烏克蘭語：Южненська міська громада） (市級，行政中心：皮夫登内)
- 阿萬哈爾德市鎮（烏克蘭語：Авангардівська селищна громада） (鎮級，行政中心：阿萬哈爾德)
- 大多林斯凱市鎮（烏克蘭語：Великодолинська селищна громада） (鎮級，行政中心：大多林斯凱)
- 多布羅斯拉夫市鎮（烏克蘭語：Доброславська селищна громада） (鎮級，行政中心：多布羅斯拉夫)
- 奧維迪奧波爾市鎮（烏克蘭語：Овідіопольська селищна громада） (鎮級，行政中心：奧維迪奧波爾)
- 塔伊羅韋市鎮（烏克蘭語：Таїровська селищна громада） (鎮級，行政中心：塔伊羅韋)
- 黑海村市鎮（烏克蘭語：Чорноморська селищна громада） (鎮級，行政中心：黑海村)
- 大達爾尼克市鎮（烏克蘭語：Великодальницька сільська громада） (村級，行政中心：大達利尼克)
- 維霍達市鎮（烏克蘭語：Вигодянська сільська громада） (村級，行政中心：維霍達)
- 維濟爾卡市鎮（烏克蘭語：Визирська сільська громада） (村級，行政中心：維濟爾卡)
- 達爾尼克市鎮（烏克蘭語：Дальницька сільська громада） (村級，行政中心：達利尼克)
- 達奇內市鎮（烏克蘭語：Дачненська сільська громада） (村級，行政中心：達奇內)
- 克拉斯諾西爾卡市鎮（烏克蘭語：Красносільська сільська громада） (村級，行政中心：克拉斯諾西爾卡)
- 馬亞基市鎮（烏克蘭語：Маяківська сільська громада） (村級，行政中心：馬亞基)
- 內魯拜斯凱市鎮（烏克蘭語：Нерубайська сільська громада） (村級，行政中心：內魯拜斯凱)
- 烏薩托韋市鎮（烏克蘭語：Усатівська сільська громада） (村級，行政中心：烏薩托韋)
- 豐坦卡市鎮（烏克蘭語：Фонтанська сільська громада） (村級，行政中心：豐坦卡)
- 亞斯基市鎮（烏克蘭語：Яськівська сільська громада） (村級，行政中心：亞斯基)